# Nicola di Pskov
Nicola Salos, in russo Николай Салос? (XVI secolo – Pskov, 28 febbraio 1578), fu uno "Stolto in Cristo" russo.
È venerato come santo dalla Chiesa ortodossa russa, che lo ricorda il 28 febbraio.

## Biografia
Nicola è famoso per un particolare episodio avvenuto nel 1570. In quell'anno Ivan IV di Russia, dopo aver assediato e fatto strage degli abitanti di Novgorod dopo che alcuni boiardi della città avevano cercato di tradirlo invocando l'intervento militare del Granducato di Lituania, si stava dirigendo nella città di Pskov per compiere anche su quest'ultima la propria vendetta. Gli abitanti della città, all'arrivo dello zar, si presentarono in ginocchio avanti alle truppe russe, offrendo a Ivan pane e sale (che nei rituali russi è sinonimo di benvenuto). A un tratto, secondo le agiografie del santo, Nicola apparve allo zar gridando allo stesso: «Ivanusko, Ivanusko, mangia il nostro pane e sale e non il sangue dei cristiani». Detto questo sparì. Ivan IV, colpito dalle parole del santo e dall'iscrizione su di un'icona della Vergine che aveva letto poco prima di entrare nella città, ordinò ai propri Opričniki di saccheggiare la città ma di non toccarne gli abitanti. Poi incontrò nuovamente Nicola il quale arrivò persino a minacciarlo se non avesse ordinato ai suoi soldati di non saccheggiare le chiese. Lo zar, pur avendo riverenza del sant'uomo, non gli diede ascolto e permise l'asportazione delle campane dalla Chiesa della Trinità. Durante i lavori per la loro rimozione il cavallo preferito dallo zar morì improvvisamente. Colpito dall'avvenimento Ivan si recò nella cella di Nicola, posta proprio sotto la torre campanaria della Cattedrale, per ricevere da lui la benedizione. Il santo gli offrì allora un pezzo di carne. Quando Ivan affermò che non l'avrebbe toccata perché da buon cristiano non poteva mangiare carne durante il digiuno quaresimale, Nicola gli rispose: «... tuttavia non ti fai scrupolo di bere sangue». Colpito dalle parole del santo, si narra che Ivan diede ordine alle proprie truppe di ritirarsi ad Aleksandrov.
Nicola morì il 28 febbraio del 1578, dopo aver seguito negli ultimi tre decenni della propria vita il modello ascetico della Stoltezza in Cristo, i cui seguaci simulando pazzia, vivendo in povertà e pregando incessantemente ritenevano di poter prendere parte alla Passione di Gesù.

## Culto
Il suo culto non iniziò tuttavia subito dopo la sua morte. Solo nel 1581, durante l'assedio polacco di Pskov, alcuni cittadini sostennero di averlo visto apparire nei cieli sopra la città assediata, dando di fatto inizio al suo processo di glorificazione. Le sue spoglie furono seppellite nella Cattedrale della Trinità, onore fino ad allora concesso solamente ai santi principi di Pskov, Vsevolod e Dovmont.